# Ratzeburger Allee

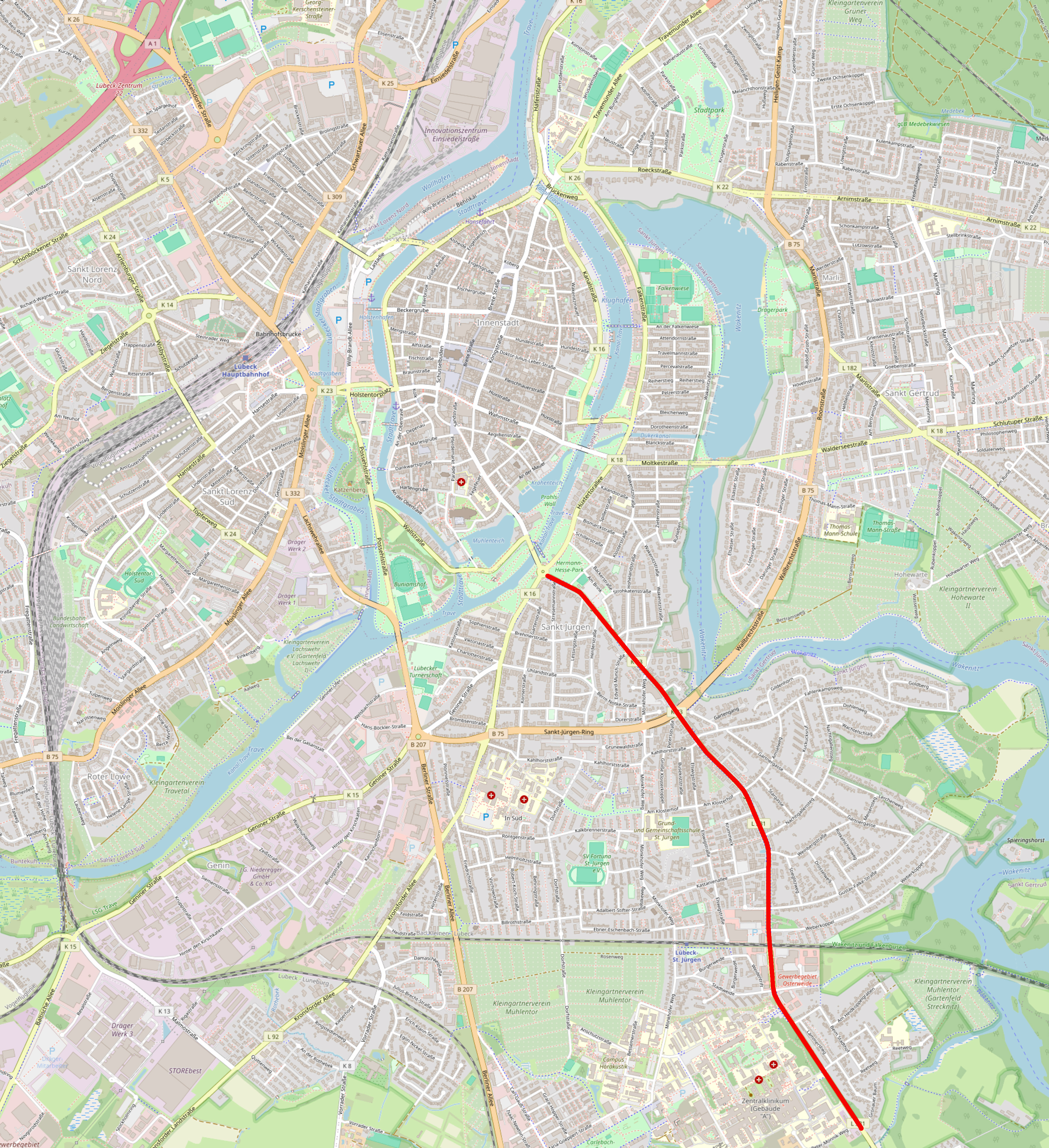
Der Verlauf der Ratzeburger Allee (rot markiert)

Die Ratzeburger Allee ist eine Straße in Lübeck.

## Lage
Die etwa 2,58 Kilometer lange Ratzeburger Allee beginnt in Verlängerung der Mühlenbrücke am Mühlentorplatz, vor der Südspitze der Altstadtinsel. Sie verläuft annähernd in südöstlicher Richtung, wobei sie zunächst die Bundesstraße 75, kurz vor ihrem Ende dann die Bahnstrecke Lübeck–Bad Kleinen kreuzt. Bei der Einmündung der Nebenstraße Grönauer Baum, gegenüber der Südost-Ecke des Geländes der Universität, geht sie schließlich in die Ratzeburger Landstraße über, an der der Grönauer Baum den alten Schlagbaum am Lübecker Landgraben markiert. Über ihre gesamte Länge befindet sich die Ratzeburger Allee im Stadtteil St. Jürgen.

## Geschichte
Die Ratzeburger Allee existiert als Landstraße bereits seit der Frühzeit Lübecks im 12. Jahrhundert; die Strecke war über Jahrhunderte von größter wirtschaftlicher Bedeutung, da sie den nördlichsten Abschnitt der als Alte Salzstraße bekannten Verbindung nach Lüneburg darstellte.
Bis weit ins 19. Jahrhundert befanden sich entlang der äußerst locker bebauten Ratzeburger Allee vorwiegend einige Gärtnereien, Gehöfte und wenige Sommerhäuser. Erst nach Aufhebung der Torsperre im Jahre 1864 verdichtete sich mit dem Anstieg der Bevölkerungszahl der Vorstadt St. Jürgen die Bebauung zu beiden Seiten der Straße langsam. Jedoch wurden hier nie geschlossene Blöcke gründerzeitlicher Mietshäuser errichtet wie etwa an der Fackenburger Allee, allgemein blieb das Baubild eher lückenhaft. Mitte der 1930er Jahre wurde ein umfassender repräsentativer Ausbau der Straße im Sinne der architektonischen Ideale des III. Reiches projektiert. Hierbei sollte die Strecke, die das südliche Eingangstor nach Lübeck darstellte, mit langen Reihen mehrstöckiger Wohnhäuser in Backsteinbauweise gesäumt werden. Nur ein 180 Meter langer Abschnitt auf der östlichen Straßenseite wurde tatsächlich gebaut, zwischen den einmündenden Straßen Amselweg und Nachtigallensteg. Durch seine turmartig betonten Flankenbauten und den zurückgesetzten langen Mittelteil besteht bis heute ansatzweise der angestrebte Eindruck der Gruppierung um einen Ehrenhof, der allerdings durch das Fehlen des baulichen Pendants auf der gegenüberliegenden Seite fragmentarisch ist. Ihre eigentliche architektonische Prägung erhält die Ratzeburger Allee in diesem Teil vorwiegend durch Wohnbauten der 1950er Jahre, die ab 2014 zum Teil (233 Genossenschaftswohnungen in Ratzeburger Allee 50–74 und 47b–51c) abgerissen wurden, wobei nach Süden hin Einfamilienhäuser dominieren. Bis 2020 soll ein neues Wohnviertel entstehen.
Ihren amtlich festgelegten Namen, der seitdem nicht mehr geändert wurde, erhielt die Straße erst 1869. Bis 2007 firmierte die Ratzeburger Allee von ihrer Kreuzung mit der B 75 an als Bundesstraße 207; mit der Einweihung einer weiter westlich verlaufenden Neubautrasse wurde sie zur Landesstraße 331 herabgestuft.

## Bauten
- Lindesche Villa, Ratzeburger Allee 16
- St.-Jürgen-Kapelle, Ratzeburger Allee 23
- St.-Jürgen-Schulhaus, Ratzeburger Allee 23
- Haus Hölzerne Klinke, Ratzeburger Allee 34

## Bilder

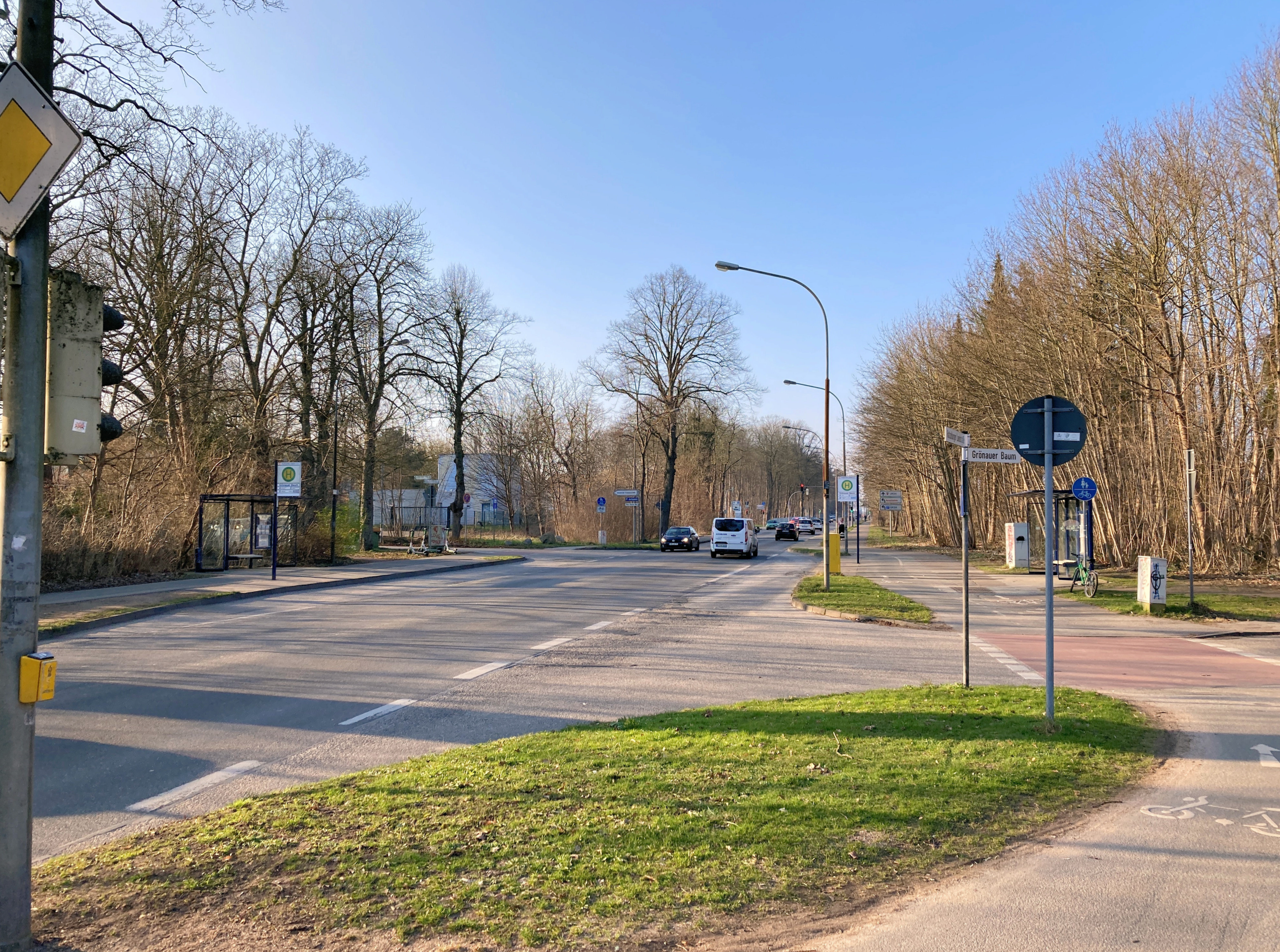
Südlicher Endpunkt der Ratzeburger Allee
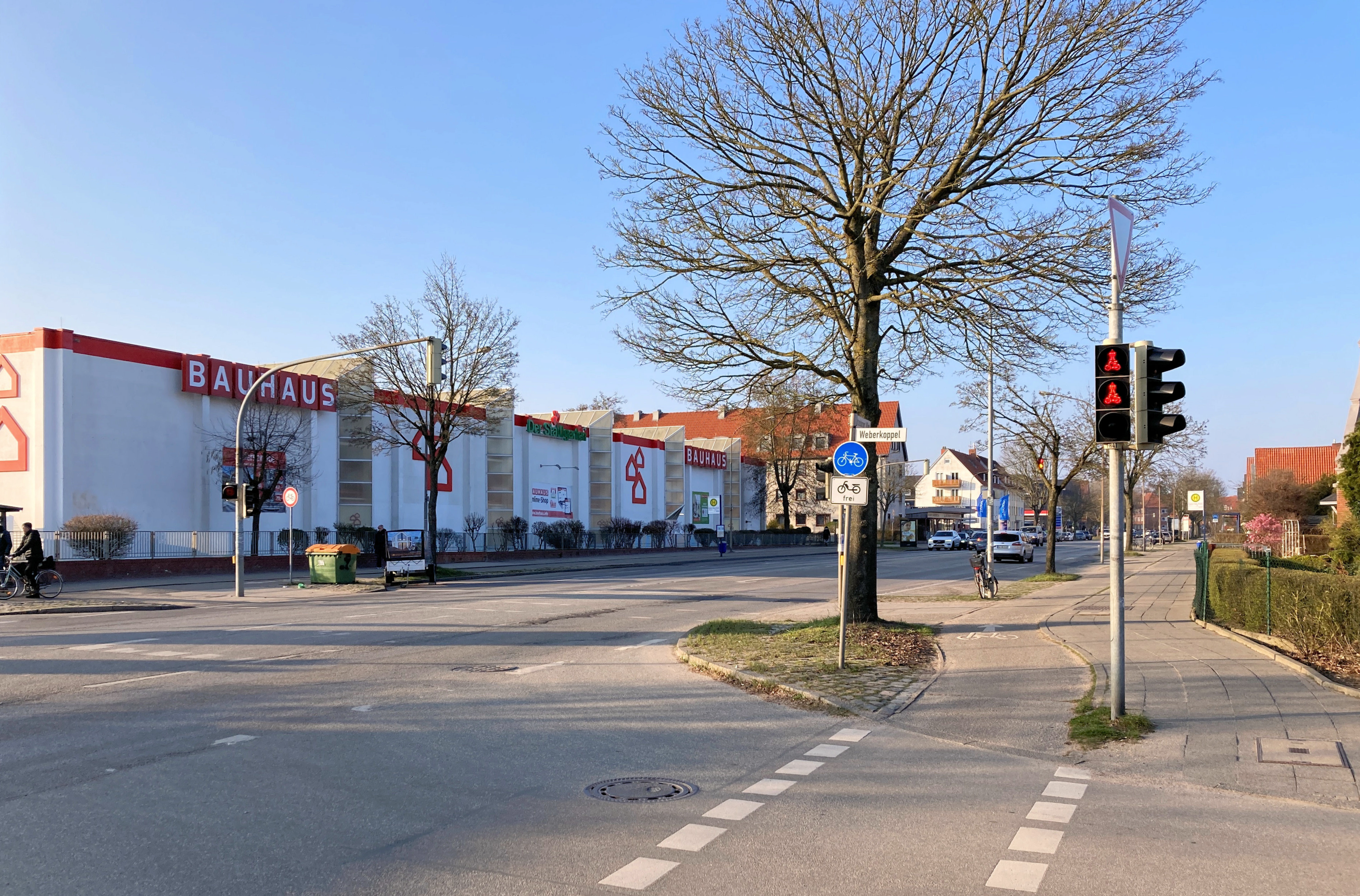
Ratzeburger Allee nahe der Querung der Bahnstrecke Lübeck–Bad Kleinen
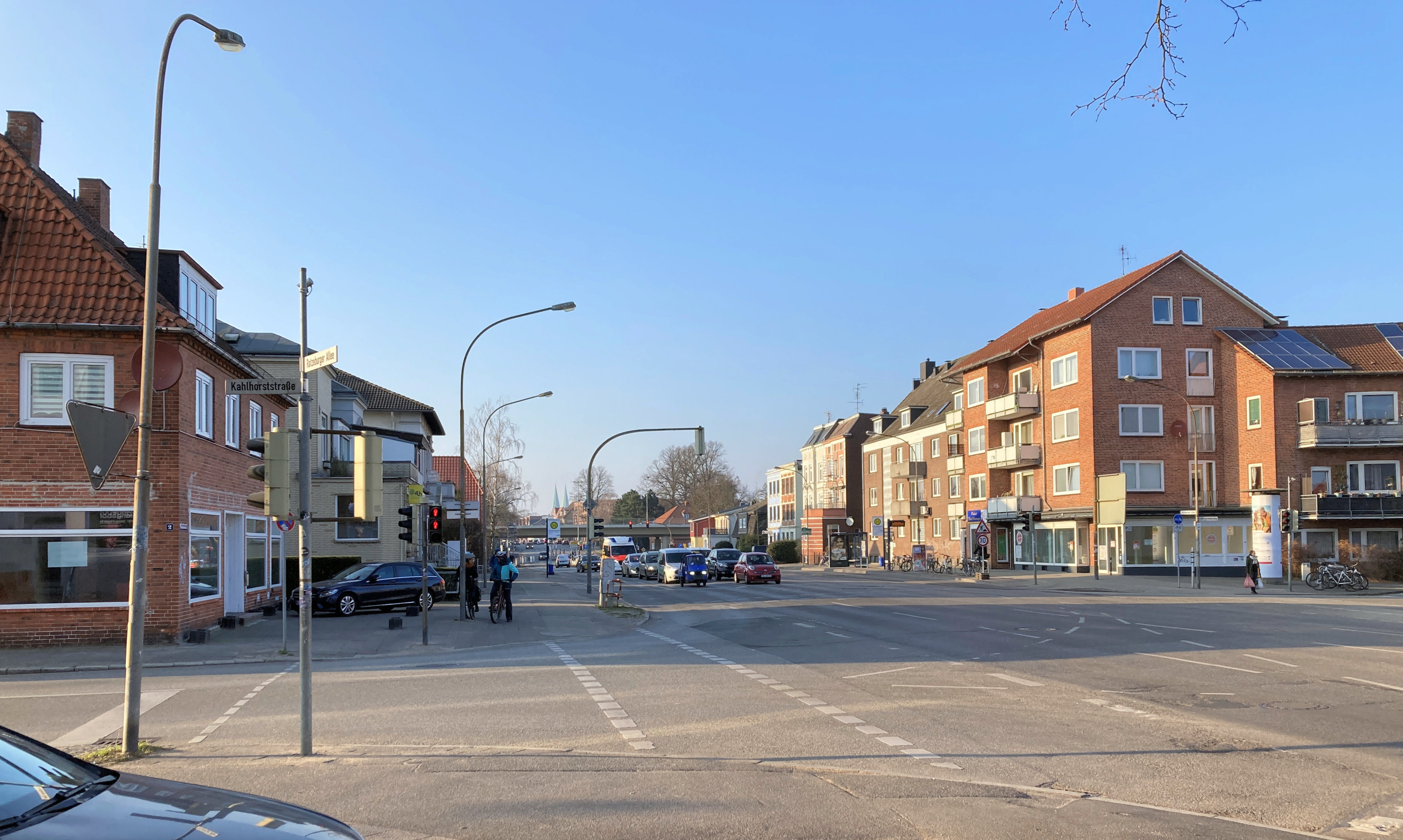
Ratzeburger Allee kurz vor der im Hintergrund erkennbaren Wakenitzbrücke
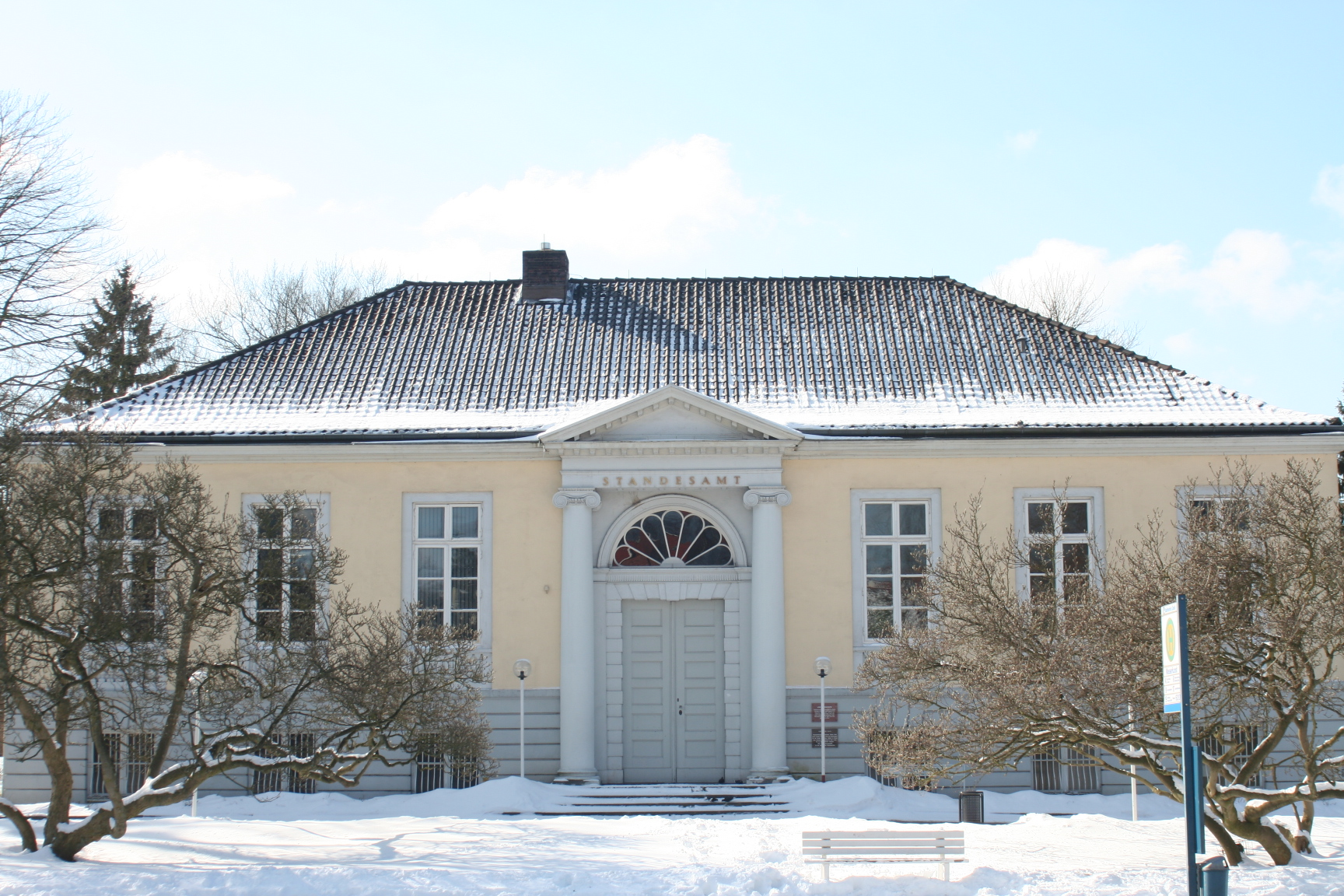
Lindesche Villa
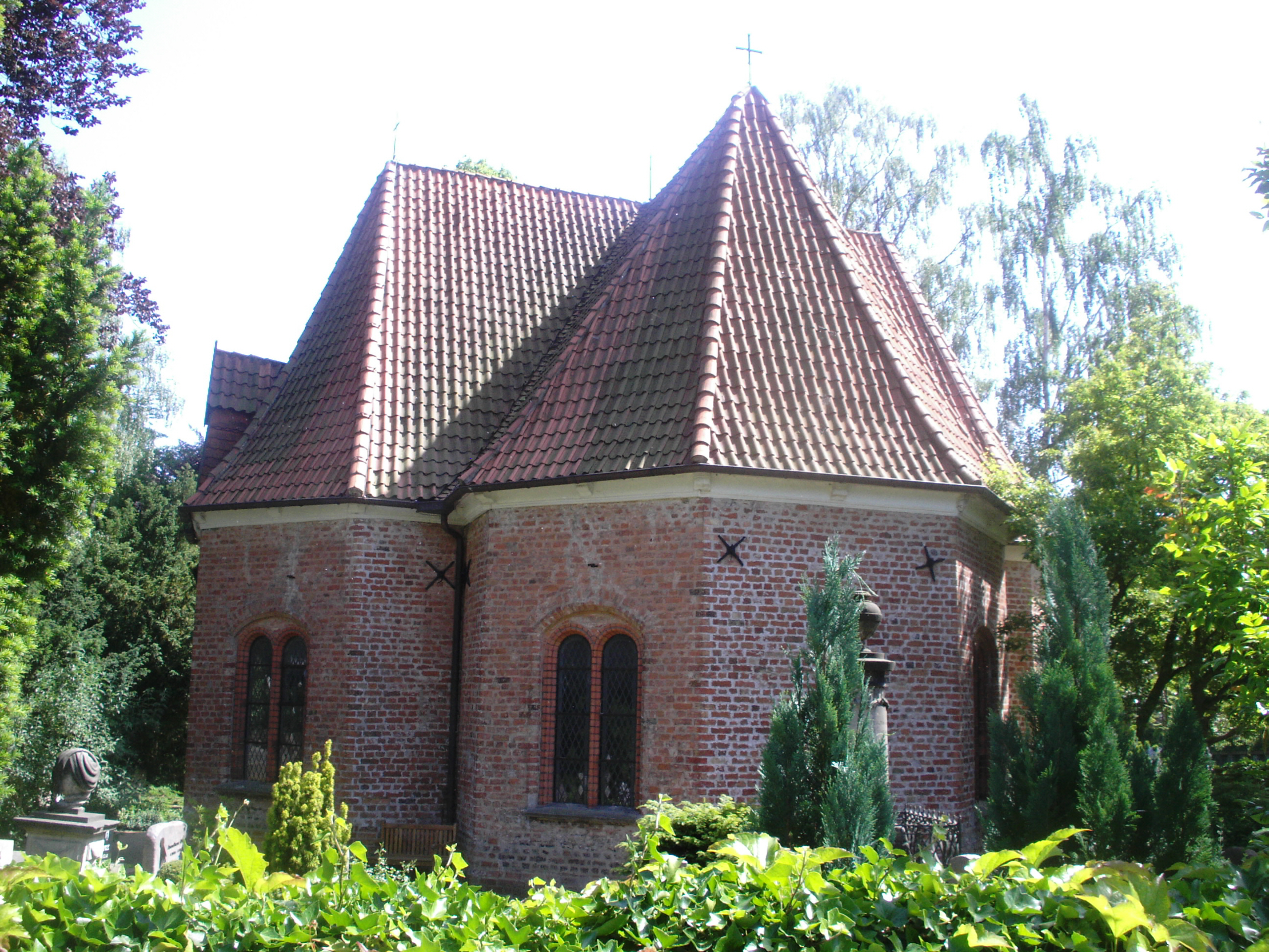
St.-Jürgen-Kapelle
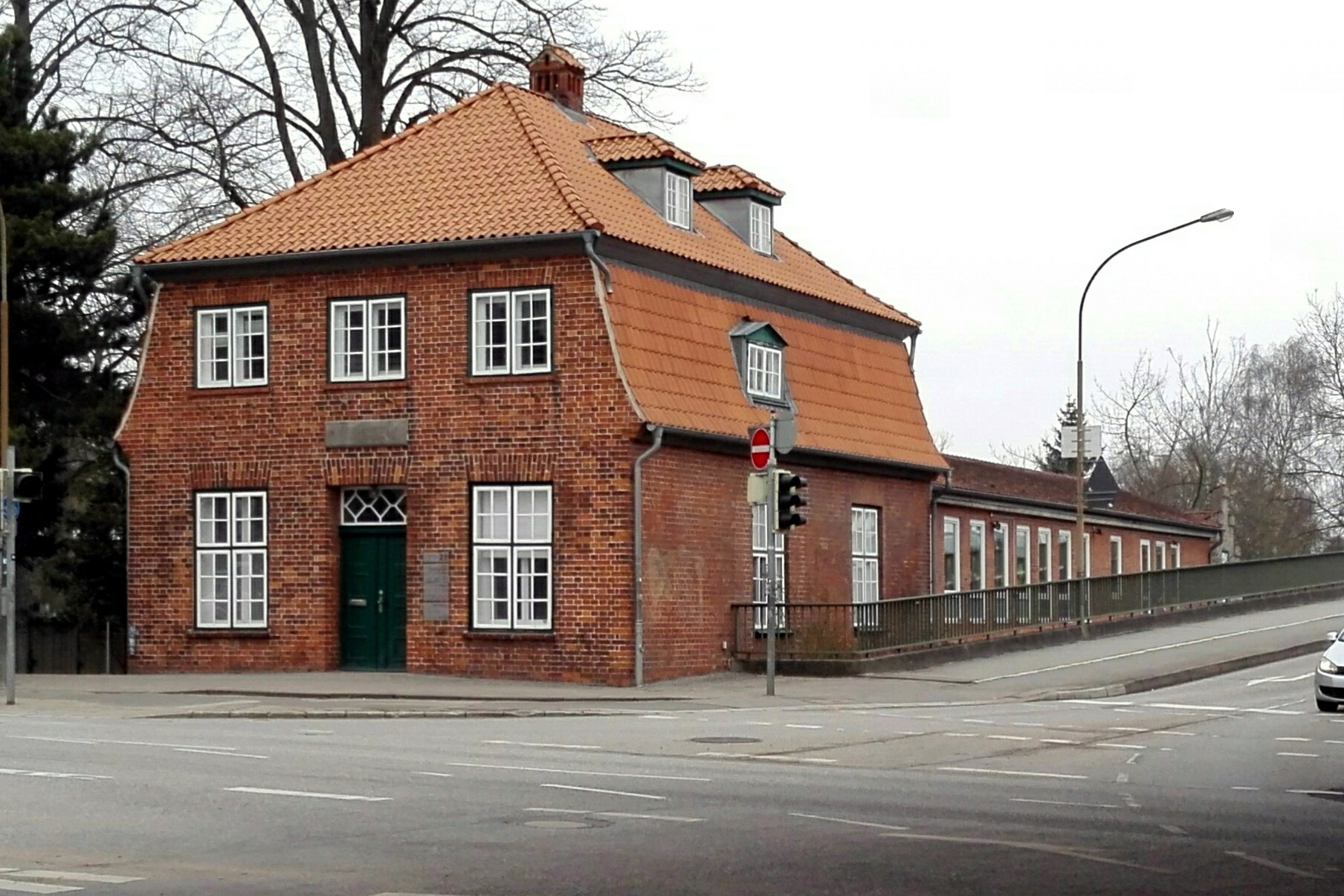
St.-Jürgen-Schulhaus
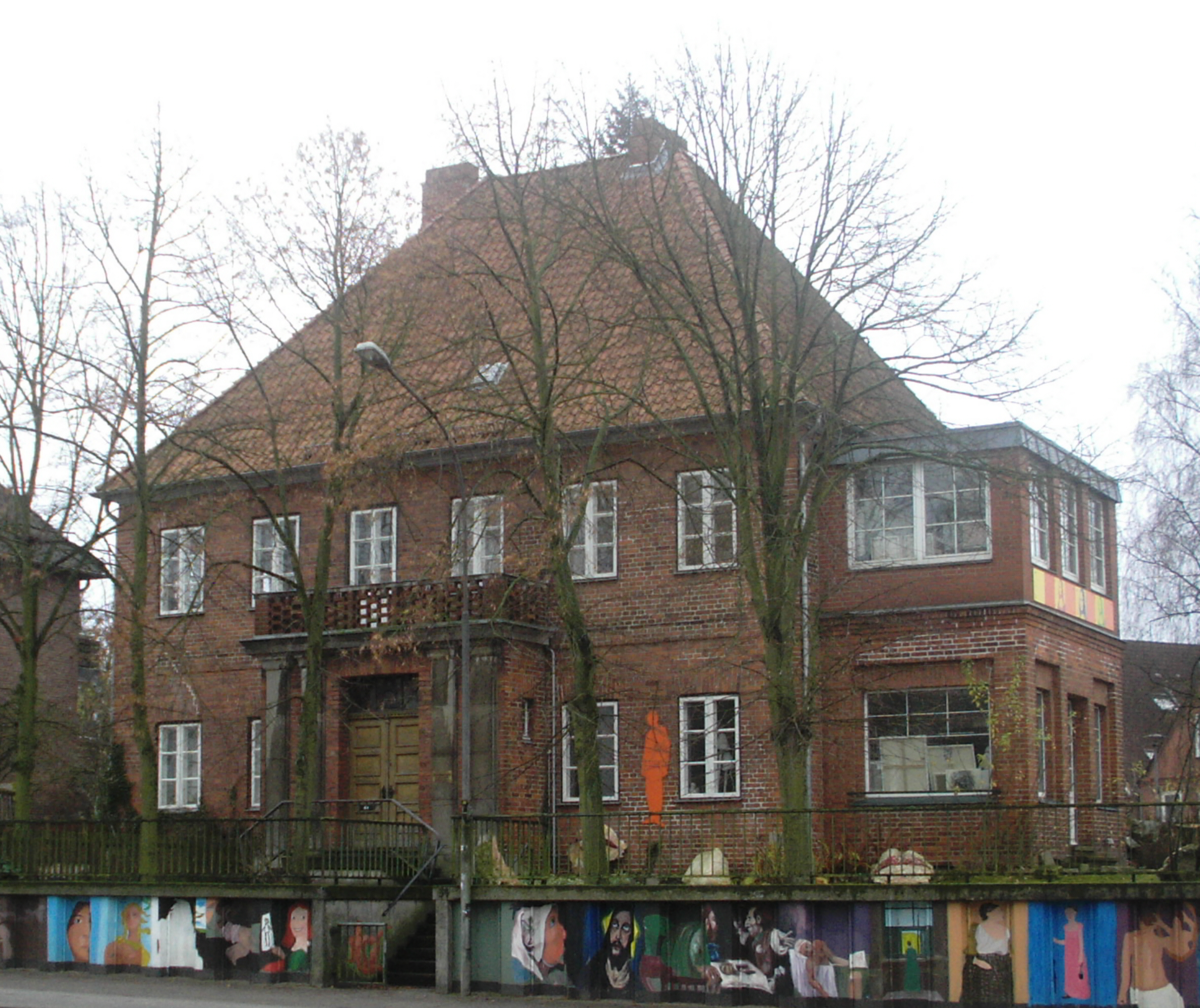
Haus Hölzerne Klinke